# 微紅硬頭魚
微紅硬頭魚(学名：Craterocephalus fulvus），為輻鰭魚綱銀漢魚目銀漢魚科的其中一種，分布於澳洲昆士蘭Mary河流域，體長可達7公分，為熱帶魚類，棲息在溪流淺水域，生活習性不明。
其种加词“Fulvus”意为“红黄色的”。